# Batalla de Torgau
La batalla de Torgau va tenir lloc el 3 de novembre de 1760, quan l'exèrcit prussià del rei Frederic el Gran va lluitar contra un exèrcit austríac més poderós, sota el comandament del mariscal de camp mariscal von Daun. Els prussians van obtenir una costosa victòria, una victòria pírrica, en una de les batalles més sagnants de la Tercera Guerra de Silèsia, en el context de la Guerra dels Set Anys.

## Antecedents

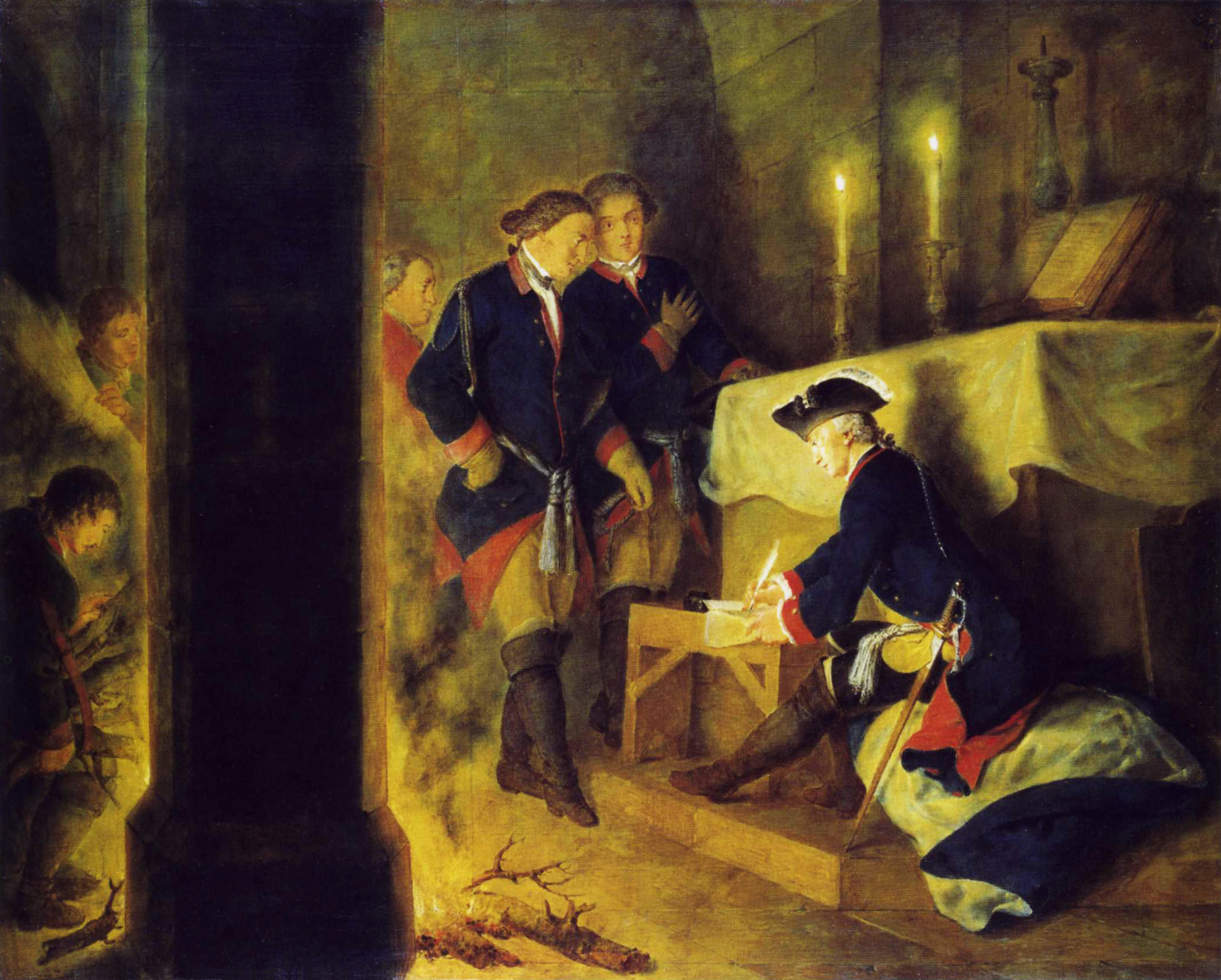
Frederic el Gran després de Torgau, per Bernhard Rode

A l'agost de 1760, el mariscal von Daun va perdre una oportunitat de destruir el principal exèrcit prussià a Silèsia a la batalla de Liegnitz quan superat en una proporció de tres a un, Frederic va escapar del parany austríac en arrasar al cos de Feldzeugmeister Ernst Gideon von Laudon. Quan els prussians es van aturar a Silèsia, van atacar els seus enemics més nombrosos. El Feldzeugmeister Franz Moritz, amb els 18.000 austríacs de Graf von Lacy al costat de la força russa del general Tottleben prop de Berlín, sumaven un total de 35.000 aliats. Mentre 13.000 prussians es refugiaven a la Ciutadella de Spandau, Peter Lacy i Tottleben van capturar a 3.000 prussians a Berlín el 9 d'octubre.

## Plans
A finals d'octubre, el mariscal von Daun va sortir de Silèsia i va marxar cap a l'oest, a Saxònia, on Lacy es va unir a ell amb el seu cos d'exèrcit. Quan el seu govern li va ordenar que lluités contra els prussians, Daun va triar un lloc a Süptitzer Höhen, una posició elevada a l'oest de Torgau.
L'altiplà havia estat utilitzat pel príncep Enric de Prússia al 1759 i estava protegit a l'oest per abateus i al sud per un petit rierol. Els austríacs es van enfrontar al sud amb el cos d'exèrcit de Lacy més proper a Torgau, i a l'exèrcit de Daun més a l'oest. En total, Daun i Lacy van reunir 42.000 soldats d'infanteria, 10.000 de cavalleria i 275 canons.
Frederic va decidir enviar al general Hans Joachim von Zieten per mantenir l'atenció de von Daun des del sud, mentre que el seu principal esforç girava al voltant de l'extrem occidental de la línia austríaca per atacar des del nord. El cos d'exèrcit de Zieten estava compost per 21 batallons d'infanteria i 54 esquadrons de cavalleria, mentre que l'exèrcit principal de Frederic tenia 41 batallons i 48 esquadrons.
En total, els prussians tenien 35.000 unitats d'infanteria, 13.500 de cavalleria i 309 peces d'artilleria.

## Batalla
Al migdia, l'exèrcit principal de Frederic avançava amb dificultat pel bosc, al nord de la posició de Daun. En aquest moment, la avançada de Zieten es va veure envoltada per la infanteria lleugera croata pertanyent al cos de Lacy. Daun va observar amb atenció la maniobra prussiana i va canviar la seva primera línia cap al costat nord de l'altiplà. Aviat, va esclatar un duel d'artilleria entre Lacy i Zieten. En escoltar els trets de canó i tement que Zieten fos atacat, el rei prussià va decidir llançar-se a l'atac prematurament amb deu batallons de granaders. El foc concentrat dels canons i l'artilleria austríaca van causar la pèrdua de 5.000 prussians en mitja hora.
Quan el cos principal de la infanteria va arribar a l'escena va ser enviat a l'assalt costa amunt. Daun es va veure obligat a utilitzar les seves reserves per derrotar el segon atac. La cavalleria prussiana, dirigida pel duc de Holstein, va intentar trencar la línia austríaca, però també va fallar. Una bala perduda va copejar a Frederic al pit, i es va haver de retirar al poble d'Elsnig amb un considerable patiment. El rei va passar la nit assegut en el graó inferior de l'altar de l'església esperant notícies del camp de batalla. Daun havia estat ferit al peu, i cap al vespre va anar a Torgau perquè li guarissin la ferida. El comandant austríac va enviar al general Charles Flynn a lliurar un despatx de victòria preliminar a l'emperadriu Maria Teresa a Viena.
El moment àlgid de la batalla va arribar al capvespre, quan les columnes de Zieten, que s'havien compromès inútilment amb Lacy, van llançar un gran assalt. Va moure el seu cos d'exèrcit cap a l'oest, va trobar una calçada elevada sense vigilància entre dos estanys, i va llançar a cinc batallons a la bretxa. Zieten va romandre a la bretxa inicial amb l'ajuda de la seva infanteria, i aviat el seu cos d'exèrcit va guanyar un punt de recolzament a les altures. En tenir notícies de la batalla de Zieten, el tinent general J. D. von Hülsen va prendre el comandament dels supervivents de l'exèrcit principal en un atac final. Una vegada presos el nord i el sud, les línies austríaques van començar a enfonsar-se.
Els homes de Zieten van capturar la bateria de canons austríaca i la van lliurar als seus antics amos, qui les havien intentat recuperar sense èxit en dues ocasions. A les 9.00 p. m. va acabar la batalla amb els prussians com a dominadors de les altures.

## Resultat
Els prussians van guanyar la batalla però a un alt cost. Van admetre pèrdues de 16.670 baixes, mentre que els austríacs van patir 15.897 baixes, inclosos uns 10.000 homes i 49 armes de foc capturades.
Un autor escriu: 
| « | Fins i tot després de tot aquest vessament de sang, la batalla de Torgau va decidir poc en termes estratègics, ja que Daun encara conservava Dresde i el sud de Saxònia, mentre que el problemàtic Laudon quedava lliure per ocupar casernes d'hivern a Silèsia. | » |

La batalla va deixar els dos bàndols esgotats. Després de perdre tants o més homes que el seu enemic, Prússia va tornar a quedar severament afeblida. No obstant això, sense la perspectiva d'una victòria decisiva contra els prussians, i amb la disminució dels recursos financers, Àustria també va perdre gran part del seu poder ofensiu. Després de la campanya de 1760 va haver de reduir la grandària del seu exèrcit, fet que va deixar poques esperances d'aixafar a Prússia sense l'ajuda de Rússia, que es va retirar el 1762. Per als austríacs, la batalla va ser un dur cop psicològic, que va disminuir la seva esperança d'obtenir una victòria decisiva.